# Pinchas Zukerman
Pinchas Zukerman (hebrejsky: פנחס צוקרמן, narozen 16. července 1948) je slavný izraelský houslista, violista a dirigent, který byl v roce 1998 jmenován uměleckým ředitelem symfonického orchestru National Arts Centre Orchestra (NACO) v kanadském hlavním městě Ottawě.

## Mládí
Zukerman se narodil v izraelském Tel Avivu manželům Jehudovi a Miriam Zukermanovým. Již v mládí odešel do Spojených států, kde studoval na renomované Juilliard School (Juilliardově škole) v New Yorku a kde v roce 1963 debutoval.

## Hudební kariéra
V letech 1980 až 1987 byl hudebním ředitelem a dirigentem komorního orchestru ve městě Saint Paul (Saint Paul Chamber Orchestra) ve státě Minnesota.
Mezi jeho blízké přátele patří pianista a dirigent Daniel Barenboim, houslista Jicchak Perlman a dlouholetý šéfdirigent Izraelské filharmonie Zubin Mehta (původem Ind).

## Soukromý život
Ze svého prvního patnáct let trvajícího manželství s flétnistkou a spisovatelkou Eugenií Zukerman má Pinchas Zukerman dvě dcery, Ariannu a Natalii. Obě dcery se věnují zpěvu. Arianna Zukerman je operní pěvkyně, zatímco Natalia Zukerman se věnuje blues a folku. V letech 1985 až 1998 byl Zukerman ženatý s americkou herečkou Tuesday Weld.
Jeho třetí manželkou je kanadská cellistka Amanda Forsyth (* 1966), která byla v letech 1999 – 2015 hlavní cellistkou NACO a od té doby pokračuje ve své kariéře jako sólistka a členka komorního orchestru Zukerman Chamber Players. Manželé spolu žijí nedaleko centra Ottawy v městské čtvrti Rockcliffe Park, která patří k Ottawě od roku 2001.

## Nahrávky a ocenění
Za svůj život Zukerman nahrál přes 100 děl a celkem byl nominován na 21 cen Grammy Awards, z nichž dvě nominace proměnil ve vítězství.